# Volodímir Hnatiuk
Volodímir Mikhàilovitx Hnatiuk −ucraïnès: Володи́мир Миха́йлович Гнатю́к− (9 de maig de 1871, Vèlesniv, Galítsia - 6 d'octubre de 1926 a Lviv) fou un dels més reconeguts etnògrafs ucraïnesos. També és reconegut per la seva tasca com a escriptor, traductor i periodista. Volodímir Hnatiuk fou membre de la Societat Científica Xevtxenko a partir de 1899 i de la societat etnogràfica de Kíev a partir de 1924. Fou igualment membre, a l'estranger, de l'Acadèmia Imperial de Ciències de Sant Petersburg el 1902, de la societat folklòrica txecoslovaca a Praga el 1905, de la societat folklòrica de les arts austríaques a Viana i dels Companys folklòrics de Hèlsinki.
Volodímir Hnatiuk feu els seus estudis a la universitat de Lviv de 1894 a 1898. Començà a recollir, en el curs del seu aprenentatge, informacions sobre les cançons folklòriques, sobre les llegendes i els dialectes de l'oest ucraïnès, que fou el seu principal espai d'estudi.
Volodímir Hnatiuk estigué, en aquest mateixa ciutat, al capdavant d'una Acadèmia anomenada Hromada, una organització d'estudiants formada principalment per seccions científiques que es desenvolupà del 1896 al 1921. Els seus mestres foren Mikhailo Hruixevski i Ivan Frankó. Aquests últims esdevindrien després els seus col·laboradors més propers de recerca, al llarg de tota la seva vida. Treballà amb ells per al periòdic Literaturno-Naukovy Zbirnyk (la Col·lecció Científico-literària) de la Societat Científica Xevtxenko en companyia de Símon Petliura.
Del 1898 a la seva mort, fou el secretari general de la Societat Científica Xevtxenko; aquesta última va atènyer, durant aquest període, un desenvolupament sense precedents. Fou igualment el secretari de la secció filològica de la Societat. Més endavant, el 1913, esdevingué president de la comissió etnogràfica per a la Societat Científica Xevtxenko. Volodímir Hnatiuk participà, en tant que col·laborador i redactor en cap, en diverses publicacions, com ara Khronika, composta per 66 toms, La col·lecció etnogràfica, en 22 volums, i Documentacions sobre l'etnologia ucraïnesa, en 20 volums.
Volodímir Hnatiuk escrigué nombrosos articles sobre temes literaris, polítics i lingüístics. Publicà igualment en el diari Dilo i en diaris alemanys, polonesos i txecs. Fou, del 1899 al 1912, un dels fundadors, secretaris i directors d'una casa editorial. Edità també més de 150 dels seus volums i traduí força obres estrangeres. Fou un membre actiu de la societat Prosvita de Lviv. Es tractava d'una organització restringida a la intelligentsia, però que amb el temps es democratitzà i recolzà el moviment nacional ucraïnès.
El 1969 es va inaugurar a Vèlesniv un museu etnogràfic i el 1971 fou erigit un memorial, esculpit per Luka Bihanix. Es troba enterrat al cementiri Lixakiv a Lviv.